# Mosset
Mosset település Franciaországban, Pyrénées-Orientales megyében. Lakosainak száma 313 fő (2022. január 1.). Mosset Le Bousquet, Counozouls, Montfort-sur-Boulzane, Rabouillet, Sournia, Molitg-les-Bains, Campôme, Ria-Sirach, Conat, Urbanya, Nohèdes és Sansa községekkel határos.

## Földrajz

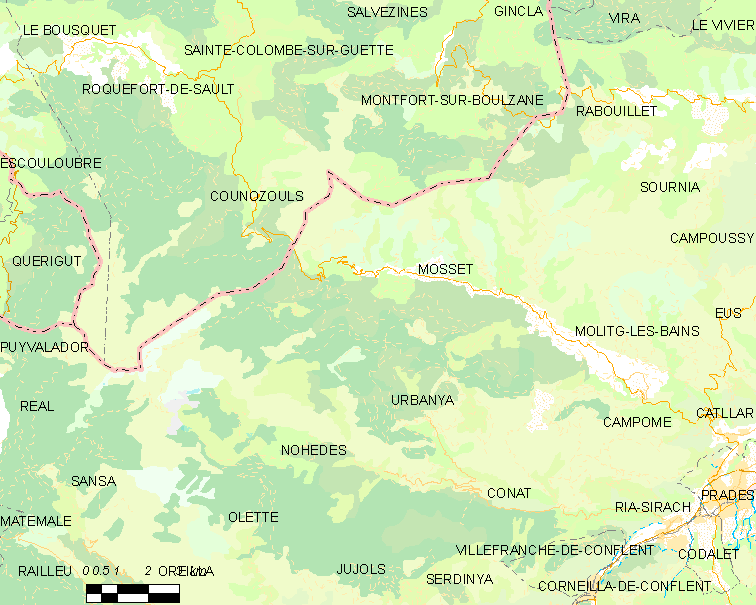
Mosset és környéke

## Népesség
A település népességének változása:
| Lakosok száma | 293  | 300  | 308  | 308  | 313  | 318  | 316  | 316  | 313  |
|               | 2013 | 2015 | 2016 | 2017 | 2018 | 2019 | 2020 | 2021 | 2022 |